# (2586) Matson
(2586) Matson (1980 LO; 1962 PR; 1972 GF2; 1976 JZ2; 1977 RJ5) ist ein ungefähr sieben Kilometer großer Asteroid des inneren Hauptgürtels, der am 17. Juni 1980 von der US-amerikanischen Astronomin Carolyn Shoemaker auf Aufnahmen der US-amerikanischen Astronomen Eleanor Helin und Schelte John Bus am Palomar-Observatorium etwa 80 Kilometer nordöstlich von San Diego, Kalifornien (IAU-Code 675) entdeckt wurde.

## Benennung
(2586) Matson wurde nach Dennis L. Matson, einem Planetologen am Jet Propulsion Laboratory, benannt. Er nahm eine führende Rolle bei der Entwicklung der Methode zur Bestimmung der Größen und Albedos von Asteroiden mittels Infrarot-Radiometrie ein.